# Дучићи (Озаљ)
Дучићи су насељено место у саставу Града Озља, до нове територијалне организације у саставу бивше општине Озаљ, у Карловачкој жупанији, Хрватска.

## Становништво

### Број становника по пописима
| Националност   | 2001. | 1991. | 1981. | 1971. | 1961. | 1953. | 1948. | 1931. | 1921. | 1910. | 1900. | 1890. | 1880. | 1869. | 1857. |
| бр. становника | 27    | 22    | 39    | 47    | 72    | 95    | 97    | 0     | 0     | 0     | 85    | 0     | 0     | 0     | 0     |

- напомене:

Исказује се од 1900. Од 1910. до 1931. подаци су садржани у насељу Радатовићи. У 1900. и 1948. означено као део насеља, а од 1953. као насеље.

### Национални састав
| Националност       | 1991.       | 1981.       | 1971.       | 1961.       |
| Хрвати             | 10 (45,45%) | 3 (7,69%)   | 15 (31,91%) | 8 (11,11%)  |
| Срби               | 5 (22,72%)  | 25 (64,10%) | 31 (65,95%) | 63 (87,50%) |
| Југословени        | 6 (27,27%)  | 9 (23,07%)  | 0           | 0           |
| остали и непознато | 1 (4,54%)   | 2 (5,12%)   | 1 (2,12%)   | 1 (1,38%)   |
| Укупно             | 22          | 39          | 47          | 72          |